# Wagony nr 6001–6003 (tramwaje w Berlinie)
Wagony nr 6001–6003 – seria trzech wagonów o napędzie benzenowym (niem. Benzoltriebwagen), wyprodukowanych w latach 1922–1925 dla linii kolejowej Spandau-West–Hennigsdorfer Kleinbahn. Właścicielem zarówno wagonów, jak i linii kolejowej była firma AEG, natomiast za prowadzenie ruchu na linii odpowiedzialne było przedsiębiorstwo Berliner Straßenbahn (BSt), które nadało wagonom swoje numery taborowe.

## Historia
8 stycznia 1923 r. rozpoczęła się eksploatacja linii kolejowej Spandau-West–Hennigsdorfer Kleinbahn. Linia została zbudowana z inicjatywy firmy AEG, która chciała utworzyć bezpośrednie połączenie swoich zakładów w Hennigsdorfie z berlińskim okręgiem Spandau. Ponieważ zakłady AEG przewidywały zwiększone potoki pasażerskie na linii jedynie w czasie wymiany pracowników pracujących na zmiany, zrezygnowano z budowy trakcji elektrycznej i postanowiono obsługiwać linię wagonami o napędzie benzenowym. Początkowo kursowało osiem par pociągów dziennie. W 1925 r. kursowało już 13 par, co spowodowało konieczność włączenia do eksploatacji trzeciego wagonu z serii 6001–6003.
Pierwsze dwa wagony otrzymały początkowo numery 6001 i 6002, natomiast po dostawie wagonów typu T 24 nadano im numery taborowe 8001 i 8002. Trzeci zakupiony egzemplarz oznaczono jeszcze numerem 6003, lecz niedługo później numer ten zmieniono na 8003.
Wraz z elektryfikacją linii kolejowej w 1929 r. założone w tym samym roku przedsiębiorstwo Berliner Verkehrs-Gesellschaft (BVG) przekazało te trzy wagony (wraz z dwiema doczepami pochodzącymi z linii tramwajowej Schmöckwitz–Grünauer Uferbahn) dla firmy Osthavelländischen Kreisbahnen. Nowy właściciel przyporządkował wagonom numery z zakresu 1–3.
Wagony nr 1 i 2 otrzymały nowe nadwozia, natomiast wagon nr 3 wyposażony był przez pewien czas w gazogenerator. Po zlikwidowaniu linii nr 120 wagon nr 1 obsługiwał w latach 1946–1949 odcinek linii kolejowej między Johannesstiftem a Hennigsdorfem.
Po przejęciu przedsiębiorstwa Osthavelländischen Kreisbahnen przez Deutsche Reichsbahn (DR) wagonom nadano oznaczenia VT 133 501, VT 133 502 i VT 133 503. VT 133 503 wycofano z eksploatacji przed 1955 r. Dwa pozostałe egzemplarze wyposażono w silniki Diesla, a ich oznaczenia zmieniono na VT 135 501II i 502II. Wagon VT 135 501 znajdował się na stanie jeszcze w 1970 r. i otrzymał przy zmianie nomenklatury taboru oznaczenie 186 010-5.

## Konstrukcja
Dwa wagony różniły się od trzeciego pod względem konstrukcyjnym, natomiast cechą wspólną wszystkich egzemplarzy był napęd. Wagony musiały być dostosowane do kursowania zarówno po torach wbudowanych w  ulice, jak i po torach kolejowych. Oprócz standardowego dla tramwajów wyposażenia wagony otrzymały dodatkowo sygnał oznaczający zamykanie drzwi, gwizdki ostrzegawcze, blokady drzwi oraz szersze obręcze kół.

### Wagony nr 6001 – 6002
Wagony silnikowe nr 6001 i 6002 wytworzono w 1922 r. w zakładach AEG. Nadwozia dostarczyły zakłady Linke-Hofmann we Wrocławiu, napęd skonstruowały firmy AEG oraz Nationalen Automobil-Gesellschaft z siedzibą w Oberschöneweide.
Napęd stanowił sześciocylindrowy silnik o mocy 75 KM (55 kW), wyprodukowany przez NAG.

### Wagon nr 6003
Napęd dla trzeciego wagonu wyprodukowały, podobnie jak w przypadku dwóch pozostałych egzemplarzy, zakłady AEG oraz NAG, nadwozie powstało natomiast w Dessauer Waggonfabrik. W stosunku do starszych egzemplarzy zwiększono liczbę okien po obu stronach nadwozia z trzech do ośmiu, a także wydłużono odległość między osiami w wózku.
Wagon posiadał tylko jedną chłodnicę umieszczoną na końcu silnika. Podczas jazdy powietrze było dostarczane do niej poprzez kanał dachowy zamontowany na krawędzi dachu. Aby nie ograniczać widoczności, kanał wykonano częściowo ze szkła. W wyniku tej modyfikacji zakłócone zostało położenie środka ciężkości wagonu, dlatego też konieczne stało się przesunięcie napędu o około 10 centymetrów.

## Przebudowa na VT 135 501 i VT 135 502
Na początku lat 50. XX wieku przedsiębiorstwo Deutsche Reichsbahn podjęło decyzję o przebudowaniu dwóch pozostających jeszcze w ruchu wagonów. Prace modernizacyjne powierzono zakładom RAW Dessau. W trakcie trwającej w latach 1953–1958 przebudowy usunięto niemal wszystkie części pochodzące z oryginalnych wagonów, a wygląd zewnętrzny zmieniono całkowicie. Przebudowane wagony należały do najmniejszych pojazdów eksploatowanych przez DR. Przydzielono je do dyrekcji kolei w Chociebużu i garażowano w lokomotywowni w Luckau.
Eksploatacja wagonów zakończyła się w 1965 r. Wagon VT 135 501 otrzymał jednak jeszcze nowe oznaczenie 186 010-5.